# Camille Guaty
Camille Guaty (Califórnia, 28 de julho de 1978) é uma atriz e cantora norte-americana. É mais conhecida por seu papel como Daisy no filme do Disney Channel Gotta Kick It Up!, também como a namorada de Sucre, em Prison Break (2005–07) e como a irmã mais velha de Walter O'Brien, Megan, na série Scorpion (2014–15).

## Vida e Carreira
Guaty nasceu na Califórnia, ela é descendente de Cubanos e Portos Riquenhos. Já fez audições para o programa Popstars, que foi exibido em 2000 pelo canal americano The WB, ficando entre as dez semi-finalistas. Participou da séria de televisão Prison Break no papel de Maricruz Delgado. Participou também brevemente do seriado Drop Dead Diva, interpretando o papel de Wendy Simon, na segunda temporada da série. Em 2007 foi escalada como personagem recorrente na série da NBC Las Vegas. Guaty também apareceu no filme Minhas Adoráveis Ex-Namoradas. Em 2013 interpretou a personagem Lisa no seriado How I Met Your Mother, no episódio 11 da 9ª temporada.  
Guaty é casada com o compositor britânico Sy Rhys Kaye. Eles residem em Los Angeles, Califórnia.